# Дворовенко Ірина Володимирівна
Ірина Володимирівна Дворовенко  (нар. 28 серпня 1973) — українська артистка балету, солістка Київського театру опери і балету в 1992-1996 роках, прима-балерина Американського театру балету (Нью-Йорк) у 2000-2013 роках.

## Біографія
Народилася в Києві, Україна у часи СРСР. У віці 10 років почала займатися балетним мистецтвом вступивши до Київського хореографічного училища, яке закінчила в 1991 році. Після випуску Ірину були прийняли до балетної трупи Національного театру опери та балету ім. Т. Шевченка, де вже з наступного року вона стала солісткою. У 1994 році брала участь у Міжнародному конкурсі артистів балету ім. Сержа Лифаря, де отримала «Ґран-прі». У 1995 році брала участь у Міжнародному фестивалі танцю, присвяченому 90-річчю з дня народження Сержа Лифаря. У 23 річному році мігрує до США і у серпні 1996 року почала працювати в трупі Американського театру балету. Наступноріч, висунулася на посаду солістки, а в серпні 2000 року — стала прима-балериною.
Розпрощалася з балетною сценою Ірина Володимирівна 18 травня 2013 року, виконавши партію Тетяни з балету Джона Кранко «Онєгін», яка, далебі, стала її останньою.
У 2013 році зіграла роль балерини Віри Баронової у концертній версії мюзиклу 1936 року «На пуантах», повернутого до життя в рамках програми Міського центру Нью-Йорка [en] «Анкор!»[en].
Знімалася в кількох американських телесеріалах, а саме, «Вічність» (в ролі прима-балерини Одеси Козлової), «Тіло й кістка» (в ролі Кіри), «Чорний список», «Влада в нічному місті» та «Американці».

### Особисте життя
Чоловік Ірини Дворовенко — Максим Білоцерківський,  танцівник Американського театру балету. У 2005 році у них народилася донька, Емма Ґалина.

## Репертуар
Національний театр опери та балету ім. Шевченка, Київ
- Гамзатті («Баядерка»);
- Попелюшка і Пахіта в однойменних балетах;
- Повелителька дріад та Мерседес («Дон Кіхот»);
- Мірта і Жізель («Жізель»)
- Принцеса Флоріна і принцеса Аврора («Спляча красуня»)
- Одетта та Оділлія («Лебедине озеро»).

Американський театр балету, Нью-Йорк
- Терпсихора і Полігімнія («Аполлон Мусагет»)
- Матильда Кшесинська та Імператриця («Анастасія»)
- Нікія і Гамзатті («Баядерка»)
- Попелюшка (в однойменному балеті Бена Стівенсона)
- Сванільда («Коппелія»)
- Медора («Корсар»)
- Кітрі і Мерседес («Дон Кіхот»)
- «Лебідь, що вмирає»
- Жізель і Мірта («Жізель»)
- Фея Драже («Лускунчик» Кевіна МакКензі)
- Тетяна («Онєгін»)
- Марія Тальйоні і Фанні Черріто (Pas des Déesses)
- Маргарита Готьє («Панна з камеліями»)
- Сирена («Блудний син»)
- принцеса Аврора ("Спляча красуня)
- Купава («Снігуронька»)
- Раймонда з однойменного балету
- Джульєтта («Ромео і Джульєтта»)
- Одетта-Оділлія («Лебедине озеро»)[16]
- «Симфонія до мажор» (I і II частини)
- Катаріна («Приборкання норовливої»)
- ...а також сольні партії в балетах:

1. «Блискуче алегро»
2. «Концертна симфонія»
3. «Етюди»
4. «У кімнаті нагорі»
5. «Маленька смерть»
6. «Сильфіди»
7. «Без слів» та ін.

## Фільмографія[17]
- 2015 — т/с «Тіло й кістка», зіграла роль старіючої балерини Кіри, яка бореться із травмами та кпинами.
- 2015 — Одеса Козлова, т/с «Вічність»
- 2026 — к/ф «Веріті»

## Нагороди
- 1987 — Конкурс артистів балету України — диплом і Ґран-прі (молодша група)
- 1988 — Міжнародний конкурс артистів балету в Москві — диплом (молодша група)
- 1990 — Міжнародний конкурс артистів балету в м. Джексон, США — срібна медаль
- 1991 — Міжнародний конкурс артистів балету в Осаці, Японія — бронзова медаль
- 1992 — Конкурс артистів балету імені С. П. Дягілєва, Москва — золота медаль та перша премія, отримала приз Анни Павлової
- 1994 — Міжнародний конкурс артистів балету та хореографів імені Сержа Лифаря, Київ — Ґран-прі